# El abominable Dr. Phibes
El abominable Dr. Phibes (inglés: The Abominable Dr. Phibes) es una película de terror de 1971 dirigida por Robert Fuest. Fue protagonizada por Vincent Price, Joseph Cotten y Peter Jeffrey. La cinta tuvo una secuela, Dr. Phibes Rises Again (1972), también dirigida por Fuest.

## Trama
Ambientada en 1925, la película muestra al Dr. Phibes (Vincent Price), un misterioso organista experto en teología y música quien, junto a su ayudante Vulnavia (Virginia North), comienza a asesinar uno por uno a varios médicos de Londres. La forma en que realiza sus asesinatos es diversa, utilizando por ejemplo animales como abejas y murciélagos, un teléfono con un cuchillo. Mientras lleva a cabo uno de sus crímenes, Phibes deja caer accidentalmente un amuleto, que es descubierto por el inspector Trout (Peter Jeffrey) que investiga el caso. 
Trout acude a un joyero, quien le dice que el objeto corresponde a una serie de diez amuletos que hizo a pedido de una mujer. Posteriormente visita a un rabino, quien le señala que el símbolo del amuleto es la palabra hebrea "sangre", y corresponde a una de las plagas que sufrieron los egipcios por haber esclavizado a los hebreos.
Una de las características comunes de las víctimas era que todas trabajaron para un médico llamado Vesalius (Joseph Cotten), quien le revela al inspector de todas las operaciones que llevó a cabo durante los últimos años, sólo en una participaron todas las víctimas. La paciente era Victoria Regina Phibes, esposa del Dr. Phibes,  quien murió durante la operación. Es por eso que su marido decidió vengarse de los nueve doctores involucrados en la operación, eligiendo para tal fin las plagas descritas en el Antiguo Testamento. Sin embargo, Vesalius descarta que el asesino sea Phibes, ya que según la policía él murió quemado en un accidente automovilístico tras conocer la muerte de su esposa.
La película continúa con Phibes asesinando a los médicos que participaron en la operación de su esposa, y con Trout tratando de descubrir al responsable de los crímenes. El inspector cree que, a pesar de ser dado por muerto, lo más probable es que Phibes sea el asesino, ya que diversos antecedentes lo conducen a aquella conclusión. Cuando solo queda Vesalius, Phibes secuestra a su hijo para castigarlo a través de la novena plaga, la muerte del primogénito. Phibes telefonea a Vesalius, indicándole que acuda a su casa solo, cosa que Vesalius cumple. Al llegar, Phibes lo obliga a operar a su hijo, ya que en su interior está la llave que lo liberará de la camilla que lo apresa, antes que le caiga ácido y muera.
Mientras Vesalius opera a su propio hijo, Phibes le revela su verdadero rostro, producto del accidente automovilístico que sufrió. Tras esto llegan a la casa el inspector Trout y un grupo de policías. Vesalius logra salvar a su hijo y el ácido termina cayendo sobre la ayudante de Phibes. Sin embargo, antes que la policía capture a Phibes, él se embalsama junto al cadáver de su esposa, oculto en un compartimiento secreto para volver a la vida en el futuro.

## Reparto
- Vincent Price como el Dr. Anton Phibes: genio loco que culpa a un equipo de distinguidos cirujanos de la muerte de su amada esposa y planea asesinarlos a todos mediante las plagas de Egipto.[1]
- Joseph Cotten como el doctor Vesalius.
- Peter Jeffrey como el inspector Harry Trout.
- Virginia North como Vulnavia.
- Terry-Thomas como el doctor Longstreet.
- Aubrey Woods como Goldsmith.
- Sean Bury como Lem Vesalius.
- Susan Travers como la enfermera Allen.
- David Hutcheson como el doctor Hedgepath.
- Edward Burnham como el doctor Dunwoody.
- Alex Scott como el doctor Hargreaves.
- Peter Gilmore como el doctor Kitaj.
- Maurice Kaufmann como el doctor Whitcombe.
- Derek Godfrey como Crow.
- Norman Jones como el sargento Tom Schenley.
- John Cater como Waverley.
- Hugh Griffith como rabino.

## Recepción
La película obtuvo una buena respuesta por parte de la crítica cinematográfica. En el sitio web Rotten Tomatoes posee un 77% de comentarios "frescos", basado en un total de 22 críticas. Ian Nathan de la revista británica Empire se refirió a ella como "grotescamente magnífica", destacando su música y humor. Steve Biodrowski de la revista Cinefantastique escribió: "Esta es una de las mejores películas del final de la carrera de Vincent Price en American International Pictures... Visto hoy, el impacto terrorífico de la película puede haber disminuido, pero el humor -sutil y no tan sutil- todavía funciona".

## En otros medios
Algunos grupos de música han hecho referencia a la película y su secuela a través de sus canciones. El grupo Kryst the Conqueror compuso una canción titulada "Dr. Phibes Rises Again". Una versión de aquella canción fue incluida en el álbum Cuts from the Crypt del grupo The Misfits. El grupo británico Angel Witch compuso el tema instrumental "Dr. Phibes", incluido en el álbum Loser.